# Gidon Kremer

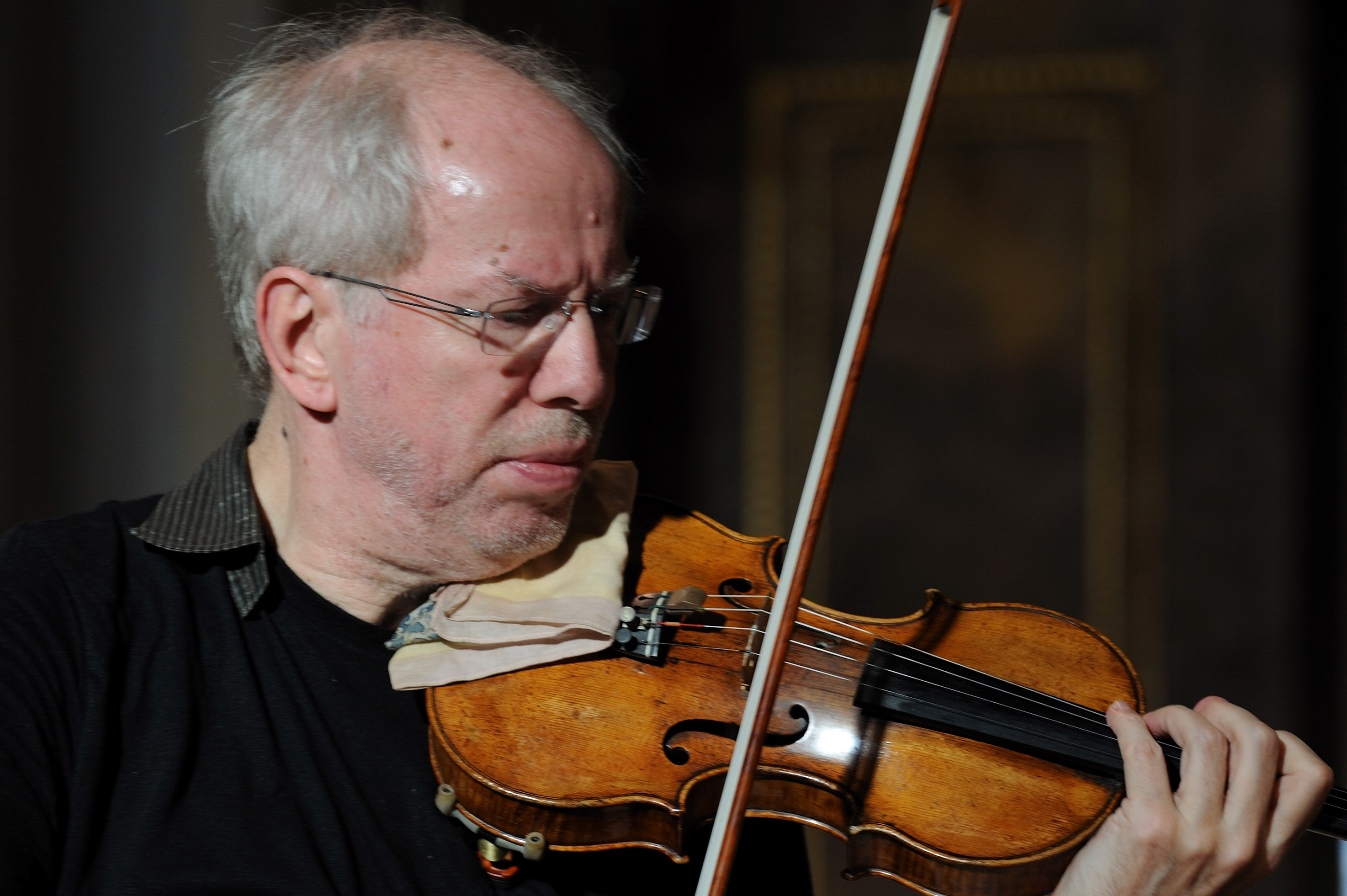
Gidon Kremer (2008)

Gidon Kremer (lettisch Gidons Krēmers; russisch Гидон Маркусович Кремер / Gidon Markussowitsch Kremer; * 27. Februar 1947 in Riga, Lettische SSR, UdSSR) ist ein ehemals sowjetischer, heute lettisch-deutscher Violinist.

## Leben

### Herkunft, Jugend und Studium
Gidon Kremer wurde 1947 in Riga als Sohn des jüdischstämmigen Violinisten Markus Kremer (1898–1981), der aus dem Ghetto Riga entkommen konnte, und der deutsch-schwedischstämmigen Marianne Brückner (1922–2011) geboren. Sein Großvater Karl Brückner, der mit einer Schwedin verheiratet war, und sein Urgroßvater Gustav Brückner waren auch Geiger und Musikpädagogen, die aber einer Gelehrtenfamilie entstammten. So erhielt Kremer ab dem Alter von vier Jahren im häuslichen Kreis Musikunterricht von Vater und Großvater. 1954 besuchte er das Konservatorium von Riga und nahm Unterricht bei Voldemārs Stūresteps. Bereits mit sechzehn wurde er mit dem Ersten Preis der Lettischen Sowjetrepublik ausgezeichnet.
1965 ging Kremer an das Moskauer Konservatorium, wo er Schüler von David Oistrach wurde. 1967 war er Preisträger beim Concours Reine Elisabeth in Brüssel (3. Platz), zwei Jahre später gewann er den Paganini-Wettbewerb in Genua, 1970 wiederum den Tschaikowski-Wettbewerb in Moskau.

### Musikalische Karriere
Als Mitglied des Leningrader Kammerorchesters entwickelte Kremer in den 1970er Jahren gemeinsam mit Emil Gilels und Lazar Gosman Aufarbeitungen von mehr als 200 Werken der Kammermusik, darunter Stücke von Dmitri Schostakowitsch und Benjamin Britten. Er gab 1973 sein erstes Konzert in der DDR, wo er in Berlin, Dresden, Halle/Saale und Rostock spielte, 1975  in der Bundesrepublik. 1976 spielte er bei den Salzburger Festspielen in der Uraufführung von Hans Werner Henzes Chaconne für Solovioline und Kammerorchester „Il Vitalino raddoppiato“. 1977 gab er sein Debüt in den USA. Im folgenden Jahr, am 20. Januar 1978, heiratete er die Pianistin Jelena Baschkirowa, die später die zweite Frau von Daniel Barenboim wurde. 
Anfang 1978 bat Kremer die sowjetische Regierung um einen zweijährigen Urlaub und erhielt diesen auch.
1980 blieb er länger im Westen, als sein sowjetisches Visum ihm erlaubte. Kremer entschied sich, nicht mehr in die (damalige) UdSSR zurückzukehren (Glasnost und Perestroika begannen erst fünf Jahre später).
1980 stieg er auf eine Stradivari aus dem Jahr 1734 um, die „Ex-Baron von Feilitzsch“, anschließend auf eine Guarneri del Gesù (ex David) aus dem Jahre 1730. Zurzeit spielt er eine Nicola Amati aus dem Jahr 1641.
1981 gründete Kremer das Kammermusikfest Lockenhaus, das seitdem jedes Jahr im Sommer stattfindet, seit 1992 unter dem Namen Kremerata Musica. 1997 gründete er das Streichorchester Kremerata Baltica mit jungen Musikern aus den baltischen Staaten. Im selben Jahr wurde er als Nachfolger von Yehudi Menuhin zum künstlerischen Leiter des Festivals in Gstaad ernannt. Seit 2002 ist er künstlerischer Leiter des Basler Festivals les muséiques und ist außerdem im Künstlerischen Beirat der Kronberg Academy. Seit 2004 veranstaltet er Ende Juni/Anfang Juli mit der Kremerata Baltica ein Festival in der lettischen Stadt Sigulda.
1993 veröffentlichte Kremer das Buch Kindheitssplitter, 1997 Obertöne, 2003 Zwischen Welten und 2013 Briefe an eine junge Pianistin. Die Bücher enthalten autobiografische Erzählungen und Auseinandersetzungen mit künstlerischen Themen.
Kremer hat mit zahlreichen bedeutenden Orchestern und Dirigenten (Leonard Bernstein, Herbert von Karajan, Christoph Eschenbach, Nikolaus Harnoncourt, Lorin Maazel, Riccardo Muti, Zubin Mehta, James Levine, Valery Gergiev, Claudio Abbado und Sir Neville Marriner) gespielt und über 100 CDs für die Labels Melodija, Teldec, BIS Records, Nonesuch, Sony, ECM und Deutsche Grammophon eingespielt. Zu seinen Kammermusikpartnern gehören u. a. Martha Argerich, Mischa Maisky, Oleg Maisenberg, Eduard Brunner, Kim Kashkashian, Isabelle van Keulen, Waleri  Afanassjew und Tabea Zimmermann.
Er spielte zahlreiche Werke zeitgenössischer Komponisten und nahm sie auch auf (als Uraufführungen: Sofia Gubajdulinas Offertorium, Arvo Pärts Tabula rasa und Stabat Mater, Michael Nymans erstes Violinkonzert). Außer den klassischen Komponisten hat er Werke von Alfred Schnittke, Gija Kantscheli, Valentin Silvestrov, Luigi Nono, Aribert Reimann, Peteris Vasks, Kaija Saariaho und John Adams im Programm. In den neunziger Jahren kümmerte er sich ausgiebig um das kompositorische Werk von Astor Piazzolla.
Kremers zuvor häufige Konzerte in Russland endeten aufgrund des russischen Überfalls auf die Ukraine 2022.

## Familie
Kremer hat zwei Töchter, die Schauspielerin und Medienunternehmerin Lika Kremer aus einer Beziehung mit der russischen Pianistin Ksenija Knorre und die Schauspielerin Gigi Kremer.

## Preise und Auszeichnungen (Auswahl)
- 1967 3. Platz beim Concours Reine Elisabeth
- 1969 1. Platz beim Paganini-Wettbewerb in Genua
- 1970 Goldmedaille beim Tschaikowski-Wettbewerb in Moskau
- 1982 Frankfurter Musikpreis und Ernst von Siemens Musikpreis
- 1989 Léonie-Sonning-Musikpreis
- 1991 Großes Bundesverdienstkreuz
- 1995 Latvian Great Music Award, Lettland
- 1996 Rheingau Musikpreis
- 1999 Bremer Musikfest-Preis
- 2000 Preis der Triumph-Nowy-Wek (Moskau)
- 2000 Orden des litauischen Großfürsten Gediminas
- 2001 UNESCO Music Prize
- 2002 Grammy Award für After Mozart in der Kategorie Beste Darbietung eines Kleinensembles mit dem Kremerata Baltica
- 2002 Echo Klassik in der Kategorie Kammermusik-Einspielung des Jahres. Gemischtes Ensemble 20. Jahrhundert mit dem Kremerata Baltica
- 2004 Komtur des Verdienstordens der Italienischen Republik
- 2004 Latvian Great Music Award, Lettland
- 2007 SAECULUM Glashütte Original-Musikfestspiel-Preis im Rahmen der Dresdner Musikfestspiele
- 2008 Rolf-Schock-Preis der Königlich Schwedischen Akademie der Wissenschaften
- 2009 Kulturpreis der deutschen Freimaurer
- 2011 Kulturpreis des Landes Burgenland
- 2011 Großoffizier des Verdienstordens der Italienischen Republik
- 2016 Praemium Imperiale[1]
- 2016 Pour le Mérite für Wissenschaften und Künste[10]
- 2017 Großes Bundesverdienstkreuz mit Stern

## Publikationen
- Kindheitssplitter. Piper Verlag, München 1993, ISBN 3-492-03614-7.
- Oase Lockenhaus. 15 Jahre Kammermusikfest – Kremerata Musica 1981–1996. Residenz Verlag, Salzburg 1996, ISBN 3-7017-1057-0.
- Obertöne. Residenz Verlag, Salzburg 1997, ISBN 3-7017-1063-5.
- Zwischen Welten. Piper Verlag, München 2003, ISBN 3-492-04459-X.
- Briefe an eine junge Pianistin. Braunmüller Verlag, Wien 2013, ISBN 978-3-992-00089-0.